# Polany (Petite-Pologne)
Pour les articles homonymes, voir Polany.
Polany est une localité polonaise de la gmina de Krynica-Zdrój, située dans le powiat de Nowy Sącz en voïvodie de Petite-Pologne.